# Salaš, Zaječar
Salaš (izvirno srbsko Салаш) je naselje v Srbiji, ki upravno spada pod Mesto Zaječar; slednja pa je del Zaječarskega upravnega okraja.

## Demografija
V naselju živi 774 polnoletnih prebivalcev, pri čemer je njihova povprečna starost 43,7 let (42,7 pri moških in 44,7 pri ženskah). Naselje ima 359 gospodinjstev, pri čemer je povprečno število članov na gospodinjstvo 2,67.
To naselje je, glede na rezultate popisa iz leta 2002, večinoma srbsko, a v času zadnjih 3 popisov je opazen porast števila prebivalcev.
|  |

| Demografija | Demografija     | Demografija     |
| Leto        | Št. prebivalcev | Št. prebivalcev |
| ----------- | --------------- | --------------- |
|             |                 |                 |
|             |                 |                 |
|             |                 |                 |
|             |                 |                 |
| 1948        | 1260            |                 |
| 1953        | 1243            |                 |
| 1961        | 1414            |                 |
| 1971        | 1217            |                 |
| 1981        | 1118            |                 |
| 1991        | 1122            | 1106            |
| 2002        | 1054            | 962             |
|             |                 |                 |

| Etnična sestava po popisu iz leta 2002 | Etnična sestava po popisu iz leta 2002 | Etnična sestava po popisu iz leta 2002 | Etnična sestava po popisu iz leta 2002 | Etnična sestava po popisu iz leta 2002 |
| -------------------------------------- | -------------------------------------- | -------------------------------------- | -------------------------------------- | -------------------------------------- |
| Srbi                                   | Srbi                                   |                                        | 884                                    | 91,89%                                 |
| Romi                                   | Romi                                   |                                        | 25                                     | 2,59%                                  |
| Črnogorci                              | Črnogorci                              |                                        | 8                                      | 0,83%                                  |
| Vlahi                                  | Vlahi                                  |                                        | 7                                      | 0,72%                                  |
| Jugoslovani                            | Jugoslovani                            |                                        | 7                                      | 0,72%                                  |
| Romuni                                 | Romuni                                 |                                        | 4                                      | 0,41%                                  |
| Hrvati                                 | Hrvati                                 |                                        | 2                                      | 0,20%                                  |
| Makedonci                              | Makedonci                              |                                        | 2                                      | 0,20%                                  |
| Rusi                                   | Rusi                                   |                                        | 1                                      | 0,10%                                  |
| Bolgari                                | Bolgari                                |                                        | 1                                      | 0,10%                                  |
| Albanci                                | Albanci                                |                                        | 1                                      | 0,10%                                  |
| Neznano                                | Neznano                                |                                        | 9                                      | 0,93%                                  |